# Arapuã
Arapuã é um município brasileiro do estado do Paraná. Sua população, conforme estimativas do IBGE de 2020, era de 3 009 habitantes.

## História
Criado através da Lei Estadual nº 11.219, de 8 de dezembro de 1995, quando foi desmembrado do município de Ivaiporã.

## Localização
Possui uma área de 217,371 km² e se localiza a uma latitude 24°18'57" sul e a uma longitude 51°47'13" oeste, estando a uma altitude de 690 metros.

## IDH
Índice de Desenvolvimento Humano (IDH-M): 0,687
- IDH-M Renda: 0,573
- IDH-M Longevidade: 0,691
- IDH-M Educação: 0,798

## Transportes

### Acesso Rodoviário
Pela cidade passam os seguintes rodovias: BR-376 / PR-444, PRT-466 e PR-850.